# Беренов, Сергей Михайлович
Сергей Михайлович Беренов (1875—1909) — военный инженер-механик, участник русско-японской войны, капитан корпуса инженер-механиков флота, Георгиевский кавалер.

## Биография
Родился 4 октября 1875 года в Екатеринбурге, в многодетной купеческой семье. Окончил Екатеринбургское реальное училище.
В 1899 году окончил механическое отделение Технологического института Императора Николая I в Санкт-Петербурге.
8 ноября 1899 года был определён в службу младшим инженер-механиком в корпус инженер-механиков флота и зачислен в 6-й флотский экипаж Балтийского флота.
В 1901 году находился в заграничном плавание трюмным механиком на эскадренном броненосце «Пересвет».
19 августа 1902 года зачислен в запас флота.
30 марта 1904 года вновь призван на службу с зачислением в 18-й флотский экипаж. Назначен судовым механиком миноносца № 214.
В августе 1904 года назначен судовым механиком миноносца «Бравый». Участник похода Второй Тихоокеанской эскадры с Балтики на Дальний Восток.
1 января 1905 года переименован в поручики корпуса инженер-механиков флота.
Участник Цусимского сражения 14-15 мая 1905 года, после которого вместе с кораблём прорвался и прибыл 17 мая 1905 года во Владивосток.

«… считаю своею обязанностью указать, что помимо молодецкой работы команды, и в особенности машинной, спасением своего миноносца обязан исключительно судовому механику Беренову, который при страшной усталости в бою, собственноручно закрывал стопорные и другие клапана и желая экономить уголь все время перехода безотлучно пробыл в машине и кочегарке.»— Из рапорта командира эскадренного миноносца «Бравый» лейтенанта П. П. Дурново
Командир «Бравого» П. П. Дурново и судовой механик С. М. Беренов стали первыми участниками сражения, награждёнными орденами Святого Георгия 4-й степени.
13 октября 1905 года Беренов был назначен старшим судовым механиком крейсера 1 ранга «Богатырь», а 6 декабря 1905 года произведён в штабс-капитаны корпуса инженер-механиков флота.
После окончания русско-японской войны продолжал службу на Балтийском флоте. 6 мая 1909 года был произведён в капитаны корпуса инженер-механиков флота.
15 мая 1909 года умер в г. Либава от порока сердца, атеросклероза и воспаления почек.

## Награды
- Орден Святого Георгия 4-й степени (18.09.1905),
- Орден Святого Станислава 3-й степени (06.12.1906).

Иностранные награды:
- офицерский крест французского ордена Аннамского Дракона (13.10.1908).

## Семья
- Отец — Беренов Михаил Иванович — купец 2-й гильдии. Хлеботорговец. Основатель торгового дома «Товарищество Братья Береновы».
- Мать — Наталья Петровна.
- Брат — Беренов Николай Михайлович — Городской голова, председатель Екатеринбургской уездной земской управы.
- Брат — Беренов Василий Михайлович.
- Брат — Беренов Иван Михайлович — хозяин частной химической лаборатории. Торговый депутат Екатеринбургской городской управы. Действительный член Уральского общества любителей естествознания.
- Брат — Беренов Виктор Михайлович (1886—1913).
- Брат — Беренов Петр Михайлович — горный инженер. Механик Нижне-Сергинской и Атигской заводской администрации по делам товарищества Сергинско-Уфалейских горных заводов в 1914—1917 годах.
- Сестра — Екатерина Михайловна Беренова (Коренева).